# Jeviněves
Jeviněves település Csehországban, a Mělníki járásban. Jeviněves Spomyšl, Ledčice, Vraňany, Horní Beřkovice és Černouček településekkel határos. Lakosainak száma 266 fő (2024. január 1.).

## Népesség
A település lakosságának változását az alábbi diagram mutatja:
| Lakosok száma | 362  | 489  | 500  | 398  | 240  | 154  | 208  | 225  | 263  | 266  |
|               | 1869 | 1890 | 1921 | 1950 | 1980 | 2001 | 2017 | 2019 | 2022 | 2024 |